# Мэдисон Айви
Мэдисон Айви (англ. Madison Ivy; 14 июня 1989, Бавария, Германия) — американская порноактриса

 и фотомодель немецкого происхождения, танцовщица
.

## Биография
Айви родилась в Германии, выросла в Техасе и позже переехала жить в Калифорнию. Работала танцовщицей в стриптиз-клубе, где встретила Аврору Сноу, которая предоставила ей контакты, чтобы войти в порнобизнес.
Мэдисон очень гибкая, так как она работает преподавателем йоги и личным тренером.
В декабре 2009 сделала операцию по увеличению бюста с размера B до D. Имеет пирсинг пупка.
Мэдисон курит. Болеет за футбольный клуб «Сан-Франциско Форти Найнерс».
По данным на 2015 год снялась в 273 порнофильмах.
В январе 2015 года попала в серьёзную аварию, перенеся перелом позвоночника и разрыв брюшной полости, однако сумела восстановиться после этих травм. В середине 2017 года она вернулась в порнобизнес.

## Фильмография

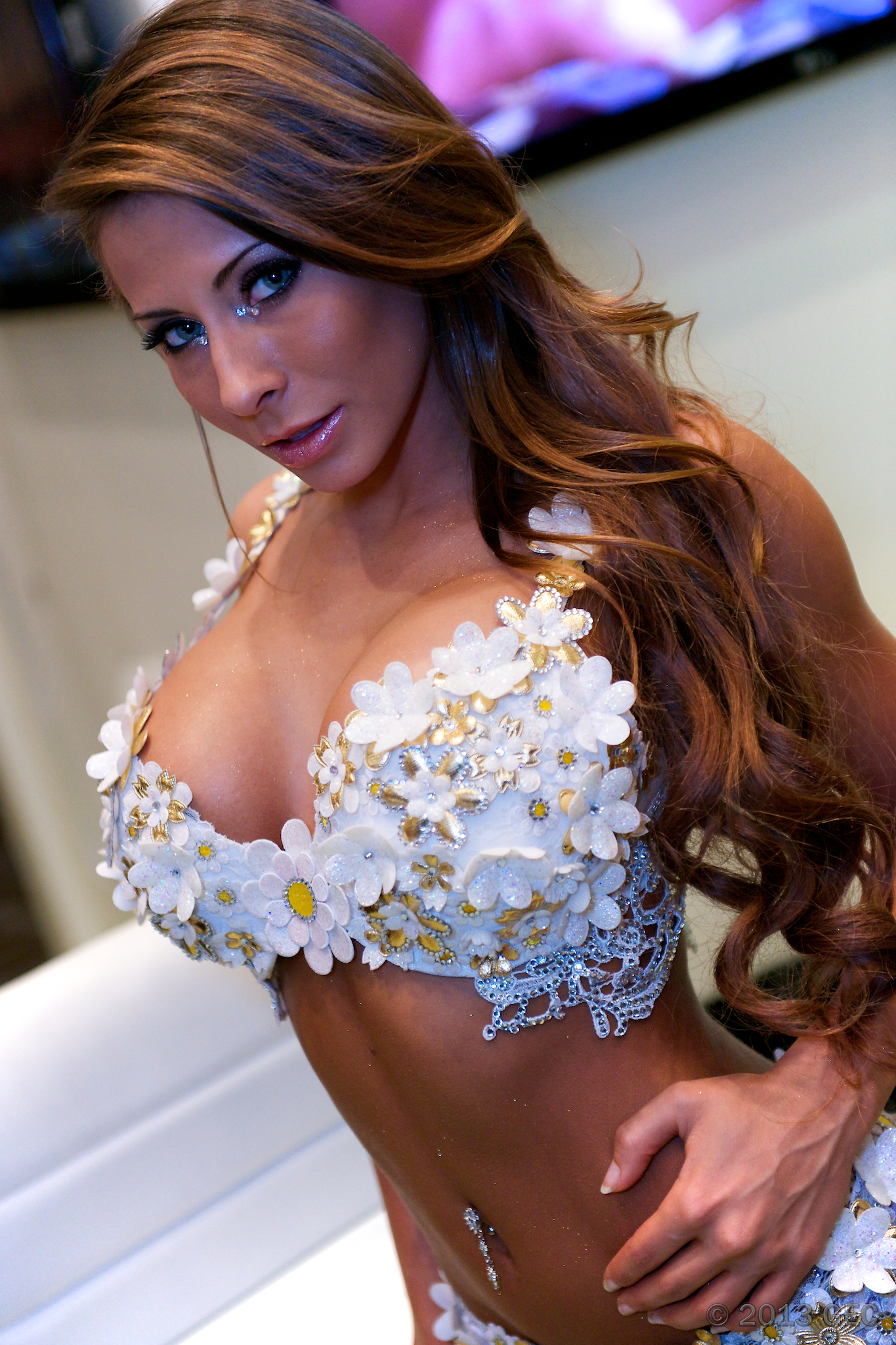
AVN Adult Entertainment Expo 2013

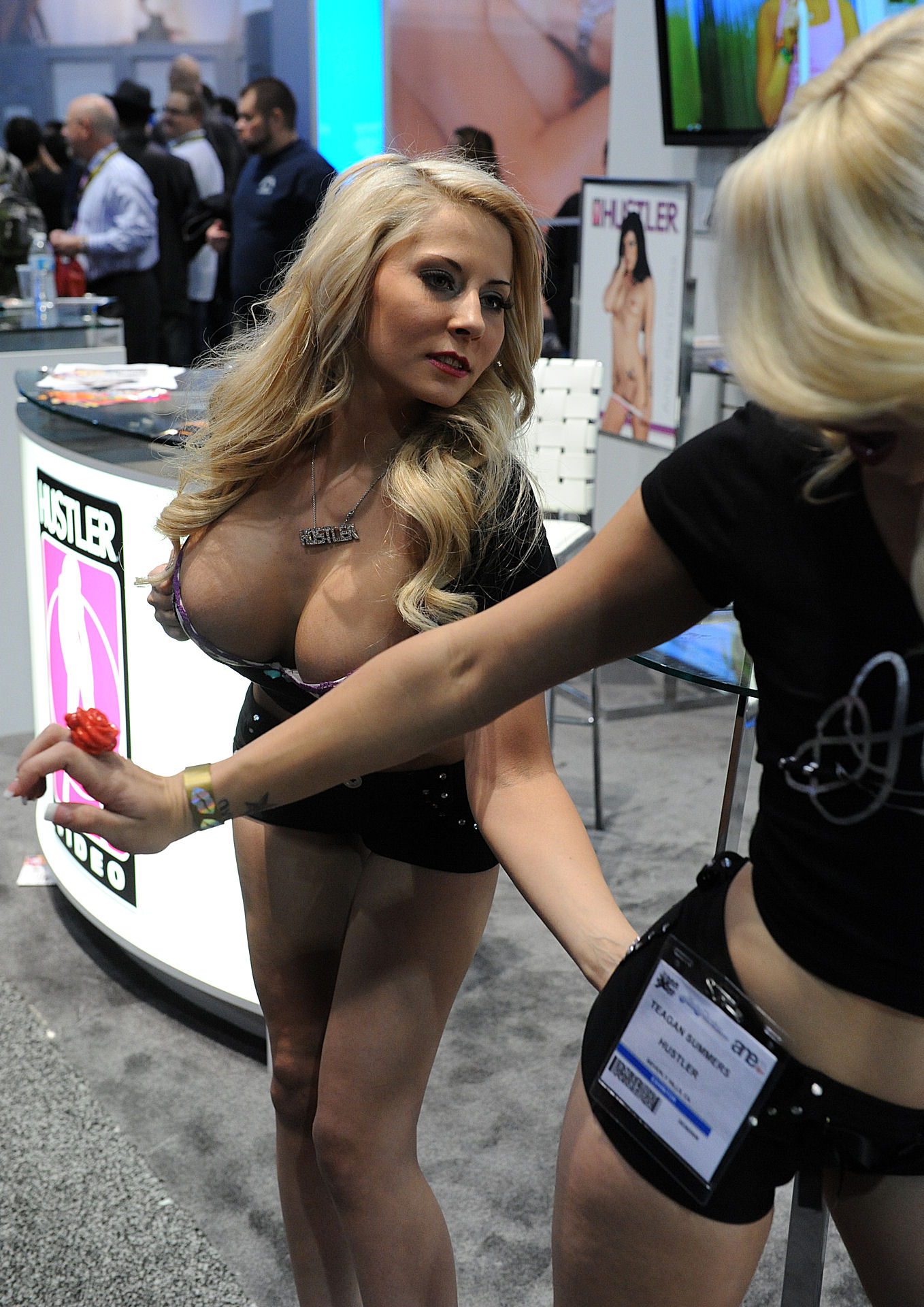

| 2011 - Peepshow - Tara’s Titties - Unfinished Business - Young at Heart - Gape Lovers 6 - Sexsomnia - Stripper Firefighters 2010 - Let Me Suck You 1 - Not Charlie’s Angels XXX - Club Girl #1 — Gina - Slutty & Sluttier 12 - This Ain’t Curb Your Enthusiasm XXX - Heavy Petting - 2 Chicks Same Time 7 - Baby Got Boobs 5 - Battle of the Asses 3 - Big Tits in Sports 5 - Big Tits in Uniform 3 - Lolita - My Sister’s Hot Friend 20 - Naughty America 4 Her 7 - Pornstars Punishment - Rachel Starr Is Bad Ass - Strap Attack 13 - The Bombshells - This Ain’t Cheaters XXX - This Ain’t Two and a Half Men XXX - Tits to Die For - Trash Talk - Wanna Fuck My Daughter Gotta Fuck Me First 8 2009 - This Ain’t Beverly Hills 90210 XXX - Barely Legal School Girls 5 - Riley Steele: Scream - Every Last Drop 9 - Diesel Dongs 7 - Stoya: Scream - Gabriella Nude - A Slut Like Mom 2 - Big Cocks Required! - Bree’s College Daze 2 - Feeding Frenzy 10 - Heavy Petting - Innocent Until Proven Filthy 6 | - Naughty Book Worms 17 - Naughty College School Girls 54 - Naughty Rich Girl - Party of Feet - Sadie and Friends 5 - Shane’s World 41: Aspen - Stoya: Perfect Picture 2008 - Young Girls Next Door 2 - You & Us - Diesel Dongs 6 - Addicted 5 - Teen Mania #2 - Not Bewitched XXX - Harem Group - She’s Half My Age 4 - Ashlynn & Friends 6 - Bring’um Young 27 - Cum Stained Casting Couch 12 - Don’t Waste It, Taste It 4 - Fetish Fucks 3 - Filthy 3 - Gape Lovers 3 - Hookers and Blow 2 - It Takes Two 6 - Jack’s POV 12 - Just Fucked Daddy’s Best Friend - Simple Fucks 4 - S.W.A.T.: Sex with a Teenager 3 - Не плохая шлюшка 4 - Teens Like It Big - The Girl Next Door 6 - Wasted Youth 7 |

## Премии и номинации
| Год  | Церемония  | Категория                         | Работа            | Результат |
| ---- | ---------- | --------------------------------- | ----------------- | --------- |
| 2009 | AVN Awards | Лучшая лесбийская групповая сцена | Not Bewitched XXX | Номинация |
| 2010 | AVN Awards | Лучшая лесбийская групповая сцена | Party of Feet     | Номинация |
| 2013 | AVN Awards | Лучшая сцена от первого лица      | P.O.V. 40         | Номинация |